# エクアドル・コロンビア地震 (1906年)
座標: 北緯1度00分 西経81度30分 / 北緯1.0度 西経81.5度
エクアドル・コロンビア地震　(英: Ecuador–Colombia earthquake) は、1906年1月31日午前10時（現地時間）（日本時間2月1日午前零時）に、エクアドル沖で発生したMw8.8(Ms8.6)の巨大地震。地震は以前はナスカプレートの北東端と考えられていたマルペロプレートと北アンデスプレートの境界に沿って発生した。
この地震は北アンデスプレートと南アメリカプレートの下、コイバプレート、マルペロプレート、ナスカプレートの沈み込み帯によって引き起こされた衝上断層の結果と考えられている。エクアドルとコロンビアの沿岸部では、マルペロプレートと北アンデスプレート境界でたびたび巨大地震が発生している。
1900年以降に世界で発生した地震としては、2010年のチリ地震と並んで6番目に大きい地震となっている。
地震によって大津波が発生し、エクアドルのリオベルデ川とコロンビアのミカイの間の海岸を襲い、500‐1500人が死亡した。津波の高さはコロンビアのトゥマコで16フィート（5メートル）に達したほか、震源から遠く離れたハワイのヒロで1.8メートルに達し、コスタリカ、パナマ、メキシコ、カリフォルニア、日本でも津波が観測され、和歌山県串本で48cmの津波を観測した（津波の高さは全振幅）。
この地域では1942年（Mw7.8）、1958年（Mw7.7）、1979年（Mw8.2）、2016年（Mw7.8）にも地震が起きているが、いずれの地震でも1906年の地震ほどのエネルギーを放出していないため、近い将来に1906年と同規模の巨大地震が発生する可能性が指摘されている。
トゥマコ地震とエクアドル地震はこの地域で発生した。
| 順位                           | 名称                                   | 発生日（UTC）  | 規模（Mw） |
| ------------------------------ | -------------------------------------- | -------------- | ---------- |
| 1                              | チリ、バルディビア                     | 1960年5月22日  | 9.5        |
| 2                              | アラスカ、プリンス・ウィリアム湾       | 1964年3月28日  | 9.2        |
| 3                              | スマトラ島・アンダマン諸島             | 2004年12月26日 | 9.1        |
| 3                              | 東北地方太平洋沖地震                   | 2011年3月11日  | 9.1        |
| 5                              | カムチャツカ半島東方沖                 | 1952年11月5日  | 9.0        |
| 6                              | チリ、ビオビオ                         | 2010年2月27日  | 8.8        |
| 6                              | エクアドル・コロンビア                 | 1906年1月31日  | 8.8        |
| 8                              | アリューシャン列島、ラット諸島         | 1965年2月4日   | 8.7        |
| 9                              | アリューシャン列島、ユニマク島         | 1946年4月1日   | 8.6        |
| 9                              | アッサム・チベット                     | 1950年8月15日  | 8.6        |
| 9                              | アリューシャン列島、アンドレアノフ諸島 | 1957年3月9日   | 8.6        |
| 9                              | スマトラ島北部                         | 2005年3月28日  | 8.6        |
| 9                              | スマトラ島北部西方沖                   | 2012年4月11日  | 8.6        |
| 規模はアメリカ地質調査所による |                                        |                |            |